# مهکی
مهکی، روستایی از بخش مرکزی شهرستان رومشکان در استان لرستان ایران است.

## جمعیت
این روستا در دهستان رومشکان قرار دارد و براساس سرشماری مرکز آمار ایران در سال ۱۳۸۵، جمعیت آن ۱٬۲۰۵ نفر (۲۲۳خانوار) بوده‌است.